# Cái chết của Adolf Hitler
Adolf Hitler là một chính trị gia người Đức, Lãnh tụ Đảng Quốc xã, Thủ tướng Đức từ năm 1933 đến năm 1945 và Führer (Quốc trưởng) của Đức từ năm 1934 đến năm 1945. Ông đã tự sát bằng súng lục vào ngày 30 tháng 4 năm 1945 trong Führerbunker (hầm trú ẩn của Führer) của mình ở Berlin. Eva Braun, người vợ một ngày của ông đã tự tử cùng với ông bằng cách uống xyanua. Theo các chỉ thị bằng văn bản và mệnh lệnh trước đó của Hitler, chiều hôm đó, thi thể của họ (Hitler và Eva Braun) đã được đưa qua lối thoát hiểm của hầm ngầm, tẩm xăng và thiêu, sau đó đem chôn cất trong khu vườn Thủ tướng Đế chế bên ngoài boongke. Các hồ sơ trong kho lưu trữ của Liên Xô cho thấy tro cốt của cả hai sau khi bị thiêu đã được che đậy và chôn cất tại các địa điểm liền kề nhau cho đến tận năm 1946. Năm 1970, xác của họ lại bị đào lên, hỏa táng và tro bị rải khắp nơi.
Có nhiều tranh cãi về nguyên nhân cái chết của Hitler; một giả thiết cho rằng viên thuốc độc là nguyên nhân tử vong duy nhất của Hitler, trong khi một giả thiết khác cho rằng ông tự sát bằng một phát súng tự bắn sau khi cắn một viên xyanua. Các nhà sử học đương đại đã bác bỏ các giả thuyết này, và xem chúng chỉ là tuyên truyền của Liên Xô hoặc một nỗ lực có tính thỏa hiệp để hòa giải các kết luận khác nhau về cái chết Hitler. Một nhân chứng nói rằng xác chết của Hitler có dấu hiệu bị bắn vào miệng, nhưng chưa có bằng chứng xác thực cho giả thuyết trên. Dấu tích răng còn sót lại trên thi hài của Hitler trùng khớp với hồ sơ nha khoa của ông vào năm 1945.
Vì lý do chính trị, Liên Xô đã đưa ra nhiều kịch bản khác nhau về số phận của Hitler. Trong những năm ngay sau khi chiến tranh vừa kết thúc, Liên Xô cho rằng Hitler không chết mà đã chạy trốn và được các Đồng minh phương Tây che chở.

## Bối cảnh
Đến đầu năm 1945, tình hình quân sự của Đức đang trên bờ vực sụp đổ hoàn toàn. Ở mặt trận phía đông, Ba Lan đã rơi vào tay Hồng quân Liên Xô, và họ đang tiến công dồn dập chuẩn bị vượt qua Oder, khu vực nằm giữa Küstrin và Frankfurt với mục tiêu đánh chiếm Berlin, cách Berlin 82 kilômét (51 mi) về phía tây.
Trên mặt trận phía tây, một cuộc tiến công đã diễn ra từ ngày 16 tháng 12 năm 1944 tại Ardennes của quân Đức nhằm chia rẽ đoàn kết trong nội bộ quân Đồng minh phương Tây, với mục đích rằng một chiến thắng trên mặt trận quân sự sẽ thuyết phục quân Đồng minh đi đến một đàm phán có lợi cho Đức để nước này tập trung vào chiến đấu với quân Liên Xô ở phía đông. Cuộc tấn công đạt được một số thành công tạm thời cho đến 25 tháng 1 năm 1945, ngay sau đó quân Đức đã bại trận trước lực lượng Đồng minh trong cuộc tấn công Ardennes, khi quân Anh và Canada băng qua sông Rhine tiến vào trung tâm công nghiệp Ruhr của Đức. Quân Mỹ ở phía nam đã chiếm được Lorraine và đang tiến về Mainz, Mannheim và sông Rhine. Tại Ý, quân Đức đã rút về phía bắc, khi họ bị lực lượng Mỹ và Liên hiệp Anh đánh bại trong cuộc Tấn công mùa xuân và liên quân Mỹ-Anh tiếp tục tiến quân đến Po và vùng núi Alps. Song song với các hoạt động quân sự, lãnh đạo các nước Đồng minh đã gặp nhau tại Yalta từ ngày 4 đến 11 tháng 2 để thảo luận về việc kết thúc cuộc chiến ở châu Âu.

Sơ đồ của Führerbunker

Lãnh đạo một Đế chế III đang tan rã nhanh chóng, ngày 16 tháng 1 năm 1945 Hitler lui về Führerbunker của mình ở Berlin. Rõ ràng là lãnh đạo Đức Quốc xã hiểu rằng trận chiến tại Berlin sẽ là trận chiến cuối cùng của cuộc chiến tranh ở châu Âu. Khoảng 325.000 binh sĩ thuộc Tập đoàn quân B của Đức đã bị bao vây và bắt giữ tại Ruhr vào ngày 18 tháng 4, con đường cho các lực lượng Mỹ tiến đến Berlin đã rộng mở. Đến ngày 11 tháng 4, quân Mỹ đã vượt qua Elbe, cách Berlin 100 kilômét (62 mi) về hướng tây. Vào ngày 16 tháng 4, Hồng quân Liên Xô ở phía đông đã vượt qua Oder và bắt đầu trận chiến Seelow Heights, tuyến phòng thủ lớn cuối cùng bảo vệ Berlin ở phía đông.
| “ | Đức là đất nước của lòng trung thành. [...] Lịch sử không bao giờ có thể nói rằng tại thời điểm quan trọng này, một dân tộc từ bỏ nhà lãnh đạo của họ, cũng như một nhà lãnh đạo bỏ rơi người dân của mình. - Joseph Goebbels nói trên radio vào ngày 19 tháng 4. | ” |

Đến ngày 19 tháng 4, quân Đức đã rút lui hoàn toàn khỏi Seelow Heights, không còn tuyến phòng thủ nào nữa. Berlin đã bị pháo binh Liên Xô bắn phá lần đầu tiên vào ngày 20 tháng 4 (sinh nhật của Hitler). Đến tối ngày 21 tháng 4, xe tăng của Hồng quân đã tràn đến ngoại ô thành phố.
Tại cuộc họp tình hình buổi chiều ngày 22 tháng 4, Hitler lo lắng và suy sụp hoàn toàn khi ông nhận được thông báo rằng mệnh lệnh do ông đưa ra ngày hôm trước cho chỉ huy Felix Steiner, chỉ huy của Đạo quân biệt kích Steiner về việc chuyển quân đội đến ứng cứu Berlin đã không được đáp ứng. Hitler đã yêu cầu tất cả mọi người ngoại trừ Wilhelm Keitel, Alfred Jodl, Hans Krebs và Wilhelm Burgdorf rời khỏi phòng họp, Hitler đã phản ứng một cách giận dữ sự phản bội và bất tài của các tướng lĩnh Đức. Ông mất bình tĩnh đến mức khi lần đầu tiên ông tuyên bố rằng mình đã thua cuộc chiến. Hitler tuyên bố ông sẽ ở lại Berlin cho đến ngày cuối cùng và sau đó tự sát. Cuối ngày 22 tháng 4 đó, ông đã hỏi bác sĩ tổ chức SS là Werner Haase về phương pháp tự tử đáng tin cậy nhất. Haase đề xuất "phương pháp súng lục và thuốc độc", kết hợp một liều xyanua với một phát súng vào đầu. Khi người đứng đầu Luftwaffe, Thống chế Đế chế Hermann Göring biết về điều này, ông đã gửi một bức điện tín cho Hitler xin phép tiếp quản sự lãnh đạo của Đế chế theo sắc lệnh năm 1941 của Hitler, sắc lệnh Göring là người kế nhiệm. Thư ký thân cận của Hitler là Martin Bormann đã thuyết phục Hitler rằng Göring đang đe dọa một cuộc đảo chính. Phản ứng trước điều này, Hitler thông báo cho Göring rằng ông sẽ bị xử tử trừ khi ông từ chức tất cả các chức vụ. Cuối ngày hôm đó, Hitler đã tước mọi chức vụ và ra lệnh bắt giữ Göring.
Đến ngày 27 tháng 4, Berlin đã bị cô lập khỏi phần còn lại của nước Đức. Liên lạc vô tuyến đến các đơn vị phòng thủ Đức đã bị mất; các nhân viên chỉ huy trong hầm phải phụ thuộc vào đường dây điện thoại để thông qua đó truyền tải các hướng dẫn và mệnh lệnh, và thông qua đài phát thanh công cộng để biết tin tức. Vào ngày 28 tháng 4, một thông tin của BBC có nguồn gốc từ Reuters đã xuất hiện trên truyền thông; một bản sao của thông tin này đã được trao cho Hitler. Nguồn tin tuyên bố rằng Reichsführer-SS Heinrich Himmler đã đề nghị đầu hàng quân Đồng minh phương Tây nhưng lời đề nghị đã bị từ chối. Himmler đã ngụ ý với quân Đồng minh rằng anh ta có quyền đàm phán đầu hàng; Hitler đã xem hành động đó là sự phản bội. Suốt buổi chiều hôm đó, ông phản ứng vô cùng giận dữ. Sau đó ra lệnh bắt giữ Himmler và bắn Hermann Fegelein (đại diện SS của Himmler tại trụ sở của Hitler).
Đến lúc này, Hồng quân đã tiến đến Potsdamer Platz, diễn biến chiến sự cho thấy họ đang chuẩn bị xông vào khu hầm Thủ tướng Đế chế. Báo cáo này cùng với sự phản bội của Himmler đã thúc đẩy Hitler đưa ra những quyết định cuối cùng của cuộc đời ông. Sau nửa đêm ngày 29 tháng 4, Hitler kết hôn với Eva Braun trong một lễ cưới giản đơn tại phòng bản đồ của Führerbunker. Ông tổ chức bữa sáng cho tiệc cưới khiêm tốn với người vợ mới. Sau đó, Hitler đưa thư ký Traudl Junge sang một phòng khác và đọc cho cấp dưới viết bản di chúc và lời trăng trối cuối cùng. Trong thư có ghi lại các chỉ thị phải thực hiện ngay sau khi ông chết, trong đó Đại đô đốc Karl Dönitz và Joseph Goebbels đảm nhận vai trò của Hitler với tư cách là người đứng đầu đất nước và thủ tướng chính phủ. Ông ký những tài liệu này lúc 04:00 và sau đó đi ngủ (một số nguồn tin cho biết Hitler đã ra lệnh trong di chúc và di chúc cuối cùng ngay trước đám cưới, nhưng tất cả đều thống nhất về thời điểm ký tên).
| “ | "Tôi và vợ chọn cái chết để thoát khỏi sự xấu hổ của thất bại hoặc đầu hàng. Mong muốn của chúng tôi là được thiêu cháy ngay lập tức ở nơi mà tôi đã giành hầu hết thời gian cho công việc của mình trong suốt mười hai năm phục vụ nhân dân." - Trích từ bản di chúc của Adolf Hitler. | ” |

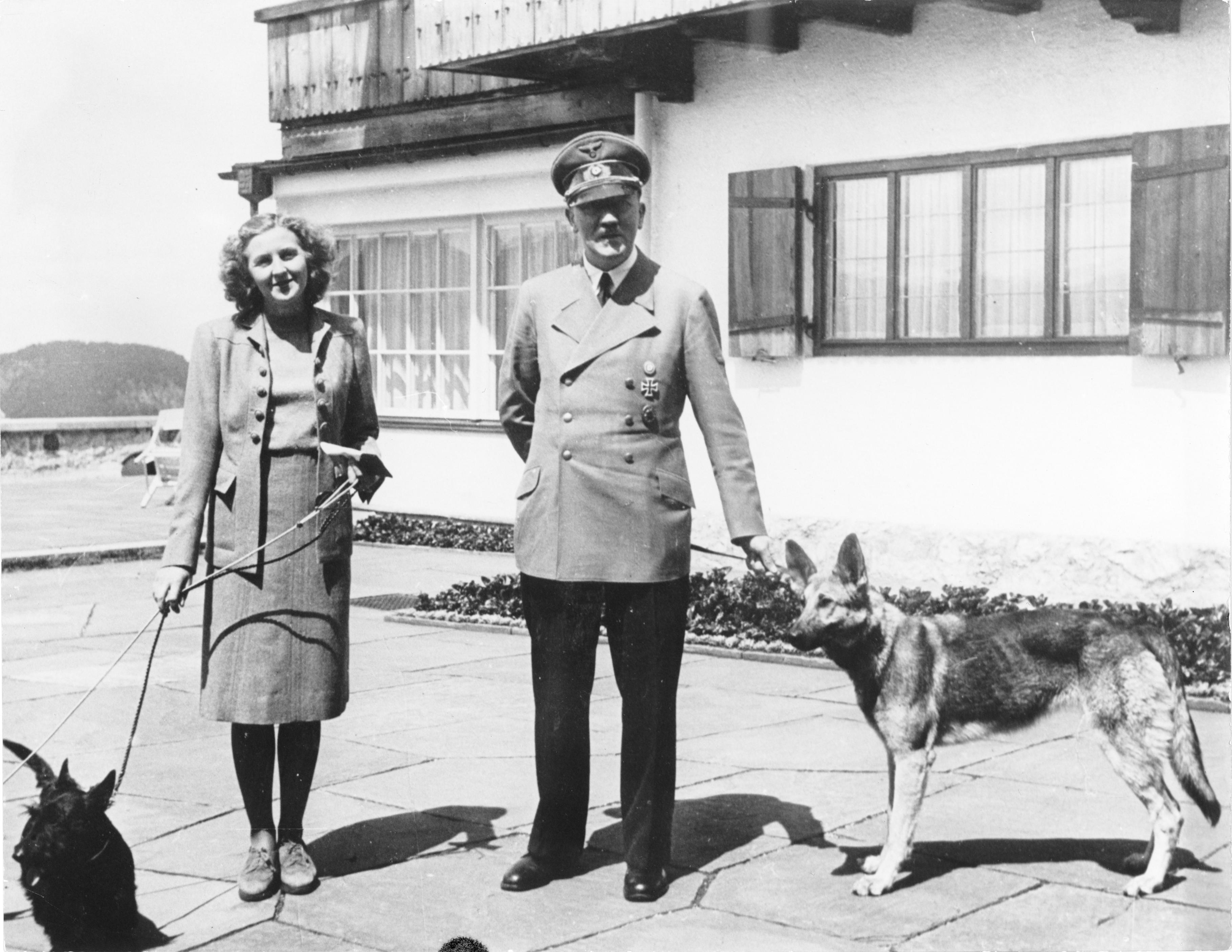
Eva Braun và Hitler (với Blondi), tháng 6 năm 1942

Vào chiều ngày 29 tháng 4, Hitler biết rằng người bạn đồng minh của mình là nhà lãnh đạo phát xít Ý Benito Mussolini đã bị du kích kháng chiến Ý xử tử. Thi thể của Mussolini và tình nhân của ông ta là Clara Petacci đã bị xích chân và treo chổng ngược. Các xác chết sau đó đã được đưa xuống và ném vào máng xối, họ bị chế giễu bởi những người Ý chống đối. Những sự kiện này có thể đã củng cố quyết tâm của Hitler không cho phép bản thân và vợ mình một "cảnh tượng" tương tự, như ông đã cho ghi lại trước đó trong bản di chúc. Nghi ngờ tính hiệu quả của các viên nang xyanua do bác sĩ SS, Tiến sĩ Ludwig Stumpfegger xử lý nhằm mục đích tự tử. Hitler đã ra lệnh cho Tiến sĩ Haase tiến hành thí nghiệm trên con chó Blondi của ông trước và nó đã không qua khỏi.

## Tự sát
Sáng sớm ngày 30 tháng 4, Hitler nói với người trợ lý là Otto Günsche rằng sau khi chết thì thi hài của ông và Eva Braun phải được hỏa táng. Xăng dùng cho việc hỏa táng các thi hài do người lái xe của Hitler là Erich Kempka cung cấp, vốn được tích trữ vào một ngày trước vụ tự tử.
Hitler và Braun sống với nhau như vợ chồng dưới khu hầm trong thời gian ngắn ngủi chưa đầy 40 giờ. Đến 1 giờ ngày 30 tháng 4, Tướng Wilhelm Keitel đã báo cáo với Hitler rằng tất cả các đơn vị quân sự mà Hitler yêu cầu chuyển đến giải cứu Berlin hoặc đã bị bao vây hoặc rơi vào tình thế phải phòng thủ. Vào khoảng 2 giờ 30, Hitler xuất hiện ở khu hành lang nơi tập trung khoảng 20 người chủ yếu là phụ nữ, họ họp mặt để nói lời từ biệt. Hitler bước đi và bắt tay từng người trước khi quay về căn phòng của mình. Gần đến buổi trưa, khi hồng quân đã tiến đến cách hầm ngầm chưa đầy 500 mét (1.600 ft), Hitler có cuộc gặp mặt với Tướng Helmuth Weidling, chỉ huy Khu vực phòng thủ Berlin. Ông nói với Hitler rằng quân phòng giữ có thể sẽ hết đạn vào buổi tối và cuộc phòng vệ Berlin chắc chắn sẽ kết thúc trong vòng 24 giờ tới. Weidling đã yêu cầu Hitler cho phép đột phá vòng vây, đây là yêu cầu đã bị khước từ trước đó. Hitler không trả lời, Weidling quay trở lại phòng của ông trong Bendlerblock. Vào khoảng 13 giờ, ông nhận được sự chấp thuận của Hitler để thử đột phá vòng vây vào tối hôm đó. Hitler cùng hai thư ký và đầu bếp của ông ăn trưa, sau đó ông và Braun nói lời chia tay với các thành viên của Führerbunker, bao gồm Bormann, Goebbels và gia đình của Goebbels, cùng các thư ký và một số sĩ quan quân đội. Vào khoảng 14 giờ 30, Hitler và Eva Hitler bước vào căn phòng nghiên cứu kế hoạch của Hitler (trong tầng hầm).

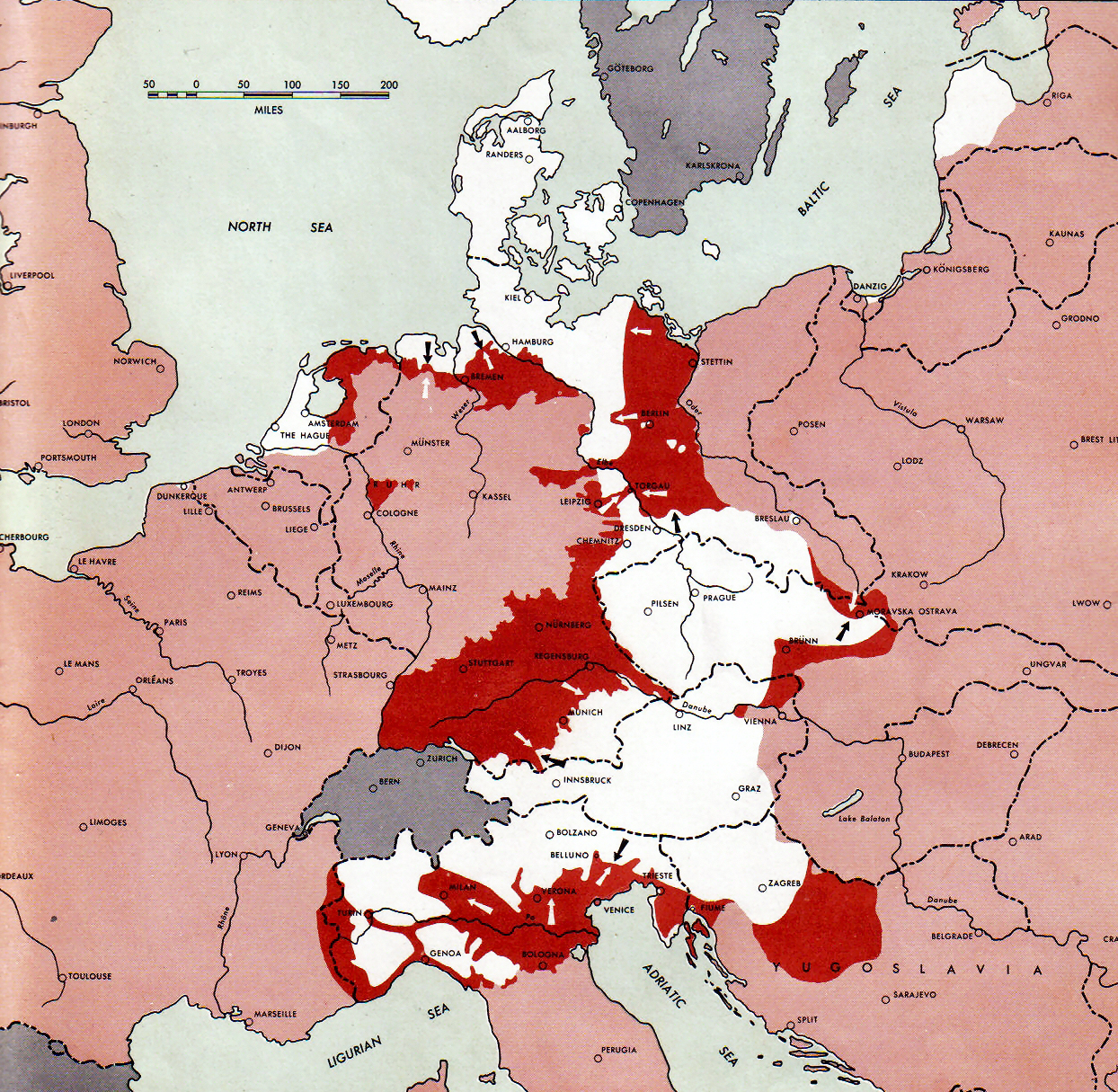
Tình hình Thế chiến II ở Châu Âu vào thời điểm Hitler chết. Các khu vực phủ màu trắng do lực lượng Đức Quốc xã kiểm soát, các khu vực màu hồng được kiểm soát bởi quân Đồng minh và các khu vực màu đỏ cho thấy những bước tiến gần nhất của quân Đồng minh.

Một số thành viên trong khu hầm đã kể lại rằng họ nghe thấy một tiếng súng lớn vào khoảng 15 giờ 30. Sau khi chờ đợi ít phút, người phục vụ của Hitler là Heinz Linge đã mở cánh cửa phòng nghiên cứu kế hoạch, Bormann đứng bên cạnh ông. Linge kể lại rằng ông ngửi thấy mùi hạnh nhân bị đốt cháy, mùi phổ biến khi có axit prussic (dạng nước của axit xianhidric). Phụ tá của Hitler, Sturmbannführer của SS là Otto Günsche bước vào phòng nghiên cứu kế hoạch và nhìn thấy hai thi thể vô hồn trên ghế sofa. Eva với đôi chân bị kéo lên, nằm bên trái và ngã người vào Hitler. Günsche kể lại rằng Hitler "ngồi gục xuống, máu chảy ra từ bên phải chỗ ngồi. Ông đã tự sát bằng khẩu súng lục của mình, khẩu Walther PPK 7.65." Khẩu súng nằm dưới chân và theo Oberscharführer của SS là Rochus Misch, đầu của Hitler nằm gục trên bàn ngay trước mặt ông. Máu rỉ ra từ thái dương và cằm phải của Hitler tạo ra vũng máu lớn bên phải ghế sofa và trên thảm. Linge kể rằng, thi thể của Eva không có vết thương rõ ràng, khuôn mặt cô cho thấy cô đã chết bởi ngộ độc xyanua. Günsche và Brigadeführer của SS là Wilhelm Mohnke lệnh mọi người trong hầm trú ẩn "không được bén mảng" đến khu vực riêng của Hitler trong suốt thời gian sau đó (từ 15 giờ đến 16 giờ).
Günsche rời khỏi phòng nghiên cứu kế hoạch và thông báo rằng Hitler đã chết. Theo các hướng dẫn bằng văn bản và mệnh lệnh của Hitler trước đó, hai thi thể được đưa lên cầu thang mang qua lối thoát hiểm khẩn cấp và đưa đến phía sau khu vườn Thủ tướng Đế chế, ở đó xác của họ được thiêu bằng xăng. Misch báo cáo cái chết của Hitler cho Franz Schädle và quay lại tổng đài điện thoại, ông nhớ lại có người đã hét lên khi cơ thể của Hitler đã bị đốt cháy. Ban đầu việc đốt cháy bằng xăng không tiến hành, Linge quay vào bên trong hầm và mang ra một cuộn giấy dày. Bormann đốt giấy và đặt chúng lên các thi thể. Khi hai xác chết bốc cháy, đứng ngay trước cửa hầm, Bormann, Günsche, Linge, Goebbels, Erich Kempka, Peter Högl, Ewald Lindloff và Hans Reisser giơ hai cánh tay chào.
Vào khoảng 16 giờ 15, Linge đã ra lệnh cho chỉ huy SS - Untersturmführer Heinz Krüger và Oberscharführer Werner Schwiedel cuộn tấm thảm trong phòng nghiên cứu của Hitler và đốt chúng. Schwiedel kể lại rằng khi tham gia dọn trong phòng nghiên cứu kế hoạch, ông nhìn thấy một vũng máu có kích thước của một "đĩa ăn tối lớn" trên phần gác tay của ghế sofa. Nhìn thấy một hộp đạn đã qua sử dụng nằm cạnh khẩu súng lục, anh cúi xuống và nhặt nó lên. Hai người gỡ tấm thảm dính máu mang lên cầu thang và mang ra ngoài vườn Thủ tướng. Họ đặt tấm thảm ở đó và đốt cháy chúng.
Hồng quân Liên Xô pháo kích bên trong và xung quanh khu hầm Thủ tướng Đế chế dồn dập suốt buổi chiều. Vệ binh SS đã mang thêm thùng xăng đến đốt hai xác chết. Linge nhớ lại rằng ngọn lửa không thể thiêu hủy hoàn toàn các thi thể vì chúng bị đốt ngoài trời nên nhiệt lượng cháy kém. Để đốt các thi thể, họ đã dùng hơn 200 lít xăng được Günsche và Linge rút từ các thùng xe đậu trong nhà để xe của khu hầm. Các xác chết bị đốt cháy trong khoảng từ 16 giờ đến 18 giờ 30. Vào khoảng 18 giờ 30, Lindloff và Reisser chôn cất hài cốt trong một hố bom.

## Hậu quả
Nguồn tin đầu tiên loan báo Hitler đã chết là từ chính người Đức. Vào ngày 1 tháng 5, đài phát thanh Reichssender Hamburg đã cho gián đoạn chương trình bình thường của họ để thông báo rằng Hitler đã chết vào chiều hôm đó, và giới thiệu người kế nhiệm ông, Karl Dönitz. Dönitz kêu gọi người dân Đức thương tiếc Führer của họ, người mà Dönitz tuyên bố đã chết một cách anh hùng để bảo vệ thủ đô của Đế chế. Với hy vọng cứu được quân đội và quốc gia bằng cách đàm phán đầu hàng riêng với quân Anh và Mỹ, Dönitz đã chủ động rút quân đội về phía tây. Chiến thuật của ông đã phần nào thành công: nó cho phép khoảng 1,8 triệu binh sĩ Đức tránh bị Liên Xô bắt giữ, nhưng quân Đức vẫn tiếp tục đổ máu trên chiến trường, họ vẫn tiếp tục chiến đấu cho đến ngày 8 tháng 5.
Chính phủ Đức chính thức công bố cái chết của Hitler vào ngày hôm sau. Thông báo lên sóng trên Reichssender Hamburg, đài phát thanh sóng ngắn cuối cùng trong lãnh thổ do Đức kiểm soát ở Hamburg. Nhà lãnh đạo mới của chính phủ, Đô đốc Karl Doenitz đã được giới thiệu với thông điệp:
| “ | Từ trụ sở của Fuhrer, thông báo rằng Fuhrer của chúng ta Adolf Hitler, chiều nay tại sở chỉ huy của ông ở Thủ phủ Đế chế, đã chiến đấu đến hơi thở cuối cùng chống lại chủ nghĩa Bolshevik đang tiến vào nước Đức. Vào ngày 30 tháng 4, Fuhrer đã bổ nhiệm Đô đốc Hạm đội Doenitz làm người kế vị. Đô đốc và là người kế nhiệm Fuhrer từ giờ sẽ nói chuyện với người dân Đức. | ” |

Qua bản thông báo, Doenitz đã trình bày một câu chuyện dài ca ngợi cái chết anh hùng của Hitler mà không hề đề cập đến việc tự sát, ông kêu gọi người dân Đức chiến đấu chống lại "sự hủy diệt của kẻ thù xâm lược Bolshevik". Việc chần chừ đầu hàng của ông đã kéo dài cuộc chiến cho đến ngày 8 tháng 5, một tuần sau đó. Goebbels và Bormann, thành viên của chính phủ mới đã yêu cầu chỉ huy quân đội Liên Xô thông qua việc nắm quyền của Doenitz chấp thuận sự đầu hàng của Đức.
Người dân Đức được thông báo về cái chết của Hitler trong một tuyên bố phát thanh vào 22 giờ 26 phút, thông báo cái chết của Hitler diễn ra trong ngày hôm đó, không phải vào ngày hôm trước và tuyên bố Hitler đã tử trận.
Đồng minh phe Trục của Đức là Nhật Bản đã không có bất kỳ phản ứng nào trước thông báo Hitler tự sát, không có thông cáo và không có cờ rũ nào được treo. Đại sứ quán Đức tại Nhật Bản là cơ sở duy nhất tổ chức lễ tưởng niệm, tại đây chính phủ Nhật cho tổ chức theo nghi lễ Bộ Ngoại giao, tin tức đăng tải trên tờ báo Asahi Shimbun tránh sử dụng những từ ngữ trực tiếp. Khoảng một tuần sau đó, vào ngày 9 tháng 5 năm 1945, chính phủ Đức tuyên bố đầu hàng phe Đồng minh, đồng minh hùng mạnh nhất của Nhật Bản đã sụp đổ, Nhật Bản phải đối mặt với một cuộc chiến tranh dần trở nên vô vọng. Chính phủ Nhật Bản đã lập tức lên án việc Đức đầu hàng là một hành động phản bội và lệnh quản thúc các công dân Đức ở Nhật.
Ngày 1 tháng 5 năm 1945, lúc 4 giờ, Tướng Hans Krebs đã gặp Tướng Liên Xô Vasily Chuikov báo cho ông tin tức về cái chết của Hitler, ông cố gắng đàm phán ngừng bắn và mở "đàm phán hòa bình". Stalin nhận được thông báo về vụ tự tử của Hitler vào khoảng 4 giờ 5 phút giờ Berlin, 13 giờ sau khi diễn biến này xảy ra. Ông yêu cầu đầu hàng vô điều kiện, điều mà Krebs thiếu khả năng thực hiện. Stalin muốn xác nhận rằng Hitler đã chết và ra lệnh cho đơn vị SMERSH của Hồng quân tìm xác. Vào sáng sớm ngày 2 tháng 5, Liên Xô đã chiếm được khu Thủ tướng Đế chế. Bên trong Führerbunker, tướng Krebs và tướng Wilhelm Burgdorf đã tự sát bằng cách tự bắn vào đầu bằng súng lục.
Vào ngày 4 tháng 5, thi thể bị thiêu cháy của Hitler, Braun và hai con chó (có lẽ là Blondi và chó con tên Wulf) do chỉ huy SMERSH, Ivan Klimenko phát hiện trong một hố bom. Họ đã khai quật vào ngày hôm sau và bí mật giao cho Bộ phận gián điệp SMERSH Counter của Đơn vị tấn công số 3 đóng tại Buch. Stalin cảnh giác với tin Hitler đã chết, ông lệnh hạn chế tiết lộ thông tin cho công chúng. Đến ngày 11 tháng 5, các bác sĩ nha khoa đã thẩm định một phần hàm dưới là của Hitler; nha sĩ của Hitler là Hugo Blaschke, trợ lý của ông Käthe Heusermann và kỹ thuật viên nha khoa Fritz Echtmann đều xác nhận răng của hài cốt là của Hitler và Braun. Chi tiết về việc khám nghiệm tử thi của Liên Xô đã được công khai vào năm 1968 và được các nhà nghiên cứu nha khoa tại UCLA sử dụng để xác nhận hài cốt là của Hitler vào năm 1972.
Đầu tháng 6 năm 1945, thi thể của Hitler, Braun, Joseph và Magda Goebbels, các binh sĩ đã vận chuyển 6 đứa con của Goebbels, Krebs, Blondi và một con chó khác đã được chuyển từ Buch đến Finow, nơi dành cho vệ binh SS từng đảm nhiệm việc chôn cất Hitler cũng như nhận dạng lại hài cốt của ông. Các thi thể được cải táng trong một khu rừng ở Brandenburg vào ngày 3 tháng 6, sau cùng thì các nhà khoa học khai quật chúng và chuyển đến cơ sở mới của đơn vị SMERSH ở Magdeburg, đây là nơi chôn cất xác họ trong năm quan tài gỗ vào ngày 21 tháng 2 năm 1946. Cho đến năm 1970, cơ sở này nằm dưới sự quản lý của KGB và dự kiến quyền quản lý sẽ chuyển sang Đông Đức. Lo ngại rằng nơi chôn cất Hitler nếu có người biết đến có thể trở thành một ngôi đền của tổ chức Tân Đức Quốc xã, giám đốc KGB Yuri Andropov đã ủy quyền cho một hoạt động phá hủy hài cốt chôn cất ở đó. Một đội KGB nhận được những tờ ghi chú chi tiết về các thi hài và vào ngày 4 tháng 4 năm 1970, họ đã tiến hành khai quật hài cốt của 10 hoặc 11 thi thể "đang trong tình trạng thối rữa". Sau đó các hài cốt bị thiêu rụi và nghiền nát hoàn toàn, còn tro cốt bị ném xuống sông Biederitz — một nhánh của sông Elbe gần đó.

## Các tranh cãi và giả định

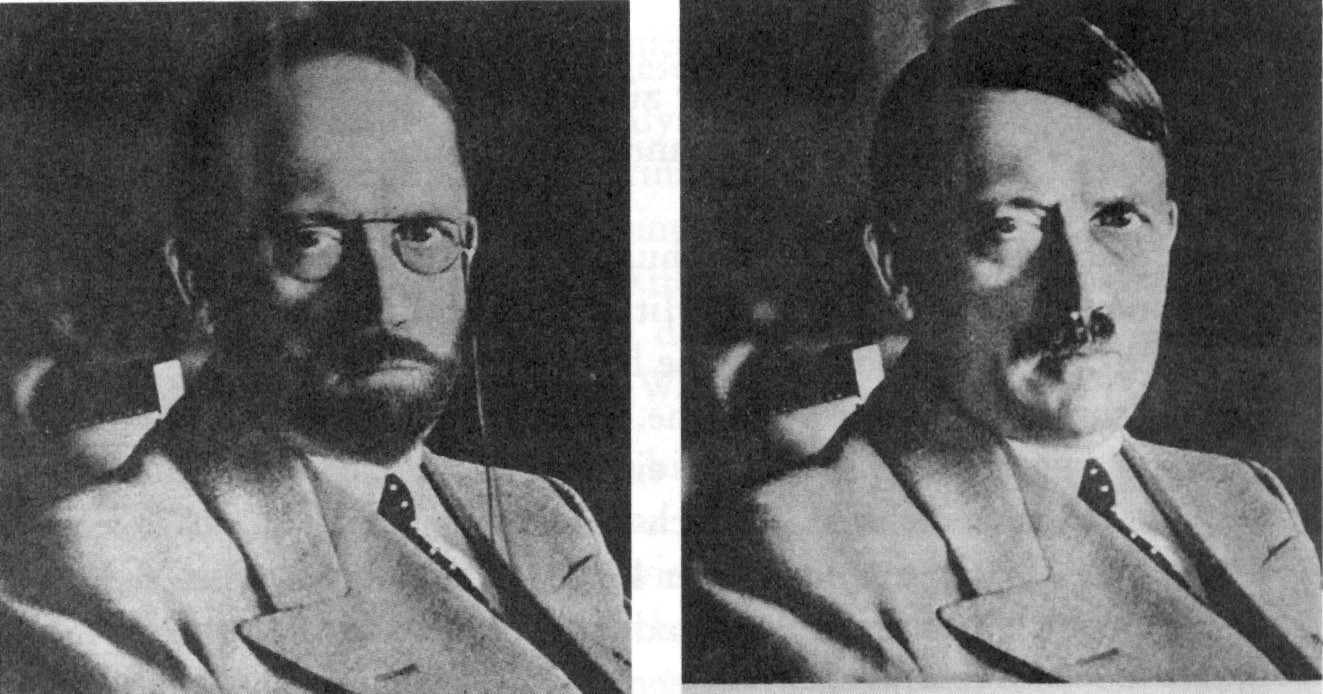
Hình dạng của Hitler do Sở Mật vụ Hoa Kỳ mô phỏng vào năm 1944, về việc ông có thể ngụy trang để tránh bị bắt.

Do những nguyên nhân chính trị thúc đẩy, Liên Xô đã đưa ra nhiều kịch bản khác nhau về cái chết của Hitler. Vào tháng 7 năm 1945, khi được hỏi Hitler đã chết như thế nào, Stalin nói rằng ông ta (Hitler) đang sống "ở Tây Ban Nha hoặc Argentina". Vào tháng 11 năm 1945, Dick White, người đứng đầu cơ quan tình báo Anh ở khu vực Berlin đã nhờ người đại diện Hugh Trevor-Roper điều tra vấn đề này để chống lại tuyên bố của Liên Xô. Báo cáo của ông xuất bản năm 1947 với tựa The Last Days of Hitler (Những ngày cuối cùng của Hitler). Trong những năm sau chiến tranh kết thúc, Liên Xô cho rằng Hitler không chết mà đã trốn thoát và được các nước phương Tây che chở.
Vào ngày 30 tháng 5 năm 1946, các đặc vụ MVD đã tiến hành phục hồi hai mảnh xương sọ từ miệng hố thiêu nơi Hitler bị thiêu xác. Mảnh xương nằm phía bên trái bị tổn thương do đạn bắn. Điều này vẫn không được công bố cho đến năm 1975, và đã được điều tra lại trong kho lưu trữ của Nhà nước Nga vào năm 1993. Năm 2009, xét nghiệm DNA và các xét nghiệm pháp y khác được thực hiện trên một mảnh nhỏ tách ra từ mảnh xương sọ, mà quan chức Liên Xô từ lâu vẫn tin là của Hitler. Theo các nhà nghiên cứu Mỹ, xét nghiệm của họ cho thấy nó thực sự thuộc về một người phụ nữ và việc kiểm tra các khớp sợi của hộp sọ đoán định cô ta ở độ tuổi dưới 40.
Trong suốt thập niên 1940 và 1950, FBI và CIA đã chứng minh nhiều khả năng Hitler có thể vẫn còn sống, nhưng những điều này không tổ chức nào thật sự đáng tin cậy. Các tài liệu được giải mật theo Đạo luật Xét xử tội phạm chiến tranh của Đức Quốc xã bắt đầu được phát hành trực tuyến vào đầu những năm 2010. Bí mật xung quanh cuộc điều tra đã truyền cảm hứng cho các thuyết âm mưu khác nhau.
Vào ngày 29 tháng 12 năm 1949, một hồ sơ tuyệt mật đã được chuyển đến cho Stalin, chúng dựa trên việc tra hỏi kỹ lưỡng nhân viên của Đức Quốc xã đã có mặt ở Führerbunker, bao gồm Günsche và Linge. Các nhà sử học phương Tây đã có thể vào kho lưu trữ của Liên Xô bắt đầu vào năm 1991, nhưng họ vẫn chưa giải mật hồ sơ trong suốt 12 năm đầu tiên; vào năm 2005 các hồ sơ được xuất bản thành The Hitler Book.
Năm 1968, nhà báo Liên Xô Lev Bezymenski đã xuất bản cuốn sách của ông, The Death of Adolf Hitler, bao gồm các chi tiết cụ thể về việc khám nghiệm tử thi. Sau đó, ông thừa nhận rằng những gì ông viết là "những lời nói dối có chủ ý", chẳng hạn như Hitler đã chết vì ngộ độc hoặc một cuộc đảo chính.

## Thư viện ảnh

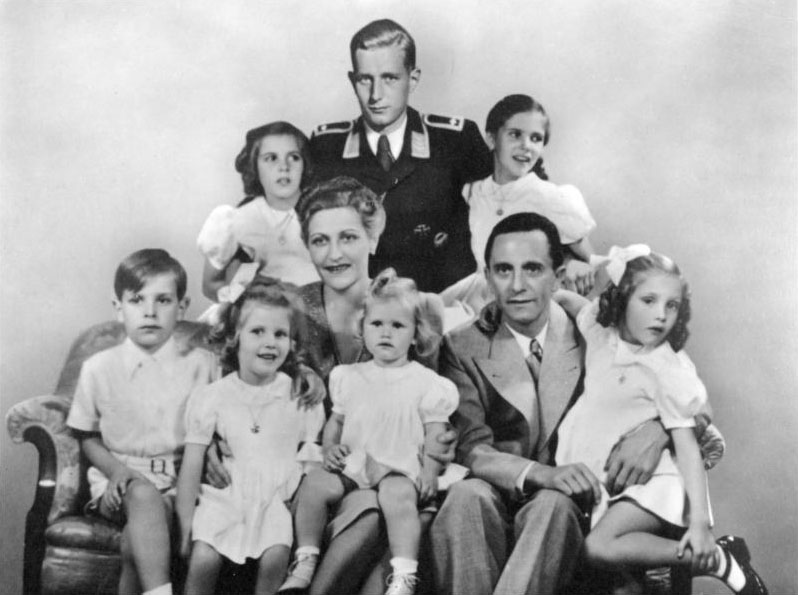
Joseph Goebbels, vợ Magda và 6 đứa con của họ. Phía sau là con trai riêng của Goebbels là Harald Quandt, thành viên duy nhất trong gia đình sống sót sau chiến tranh.
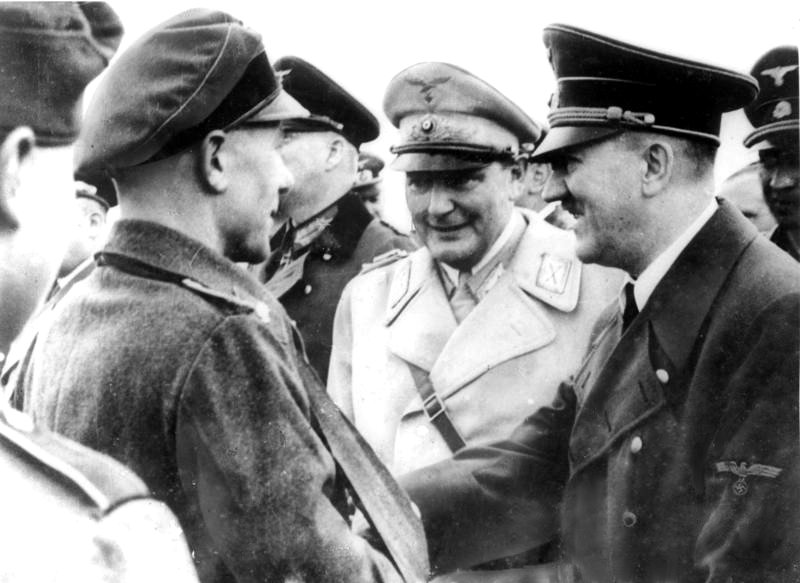
Hitler (phải) đến thăm những người bảo vệ Berlin vào đầu tháng 4/1945 cùng với Hermann Goering (giữa) và Người đứng đầu của OKW Wilhelm Keitel (đứng khuất)
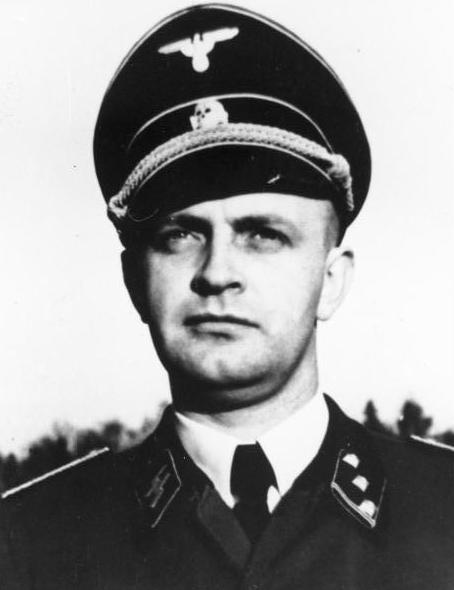
Heinz Linge, người phục vụ của Hitler, là một trong những người đầu tiên được đưa vào nghiên cứu vụ tự sát của Hitler.
Churchill ngồi trên một chiếc ghế bị hư hỏng từ Führerbunker vào tháng 7 năm 1945.

### Ấn phẩm
- Bellamy, Chris (2007). Absolute War: Soviet Russia in the Second World War. New York: Alfred F. Knopf. ISBN 978-0-375-41086-4.
- Beevor, Antony (2002). Berlin – The Downfall 1945. New York: Viking-Penguin. ISBN 978-0-670-03041-5.
- Brisard, Jean-Christophe; Parshina, Lana (2018). The Death of Hitler. Da Capo Press. ISBN 978-0306922589.
- Bullock, Alan (1962). Hitler: A Study in Tyranny. New York: Penguin Books. ISBN 978-0-14-013564-0.
- CIA Chief of Station, Caracas (ngày 3 tháng 10 năm 1955), HVCA-2592 (PDF), CIA, Bản gốc (PDF) lưu trữ ngày 11 tháng 2 năm 2017, truy cập ngày 6 tháng 6 năm 2019
- CIA staff (2013), Advanced Search: Nazi War Crimes Disclosure Act, CIA FOIA, Bản gốc lưu trữ ngày 8 tháng 1 năm 2019, truy cập ngày 18 tháng 8 năm 2019
- CNN staff (ngày 11 tháng 12 năm 2009). "Russians insist skull fragment is Hitler's". CNN. Truy cập ngày 1 tháng 6 năm 2019. {{Chú thích web}}: |author= có tên chung (trợ giúp)
- Dolezal, Robert (2004). Truth about History: How New Evidence Is Transforming the Story of the Past. Pleasantville, NY: Readers Digest. tr. 185–6. ISBN 0-7621-0523-2.
- Dollinger, Hans (1995) [1965]. The Decline and Fall of Nazi Germany and Imperial Japan: A Pictorial History of the Final Days of World War II. New York: Gramercy. ISBN 978-0-517-12399-7.
- Eberle, Henrik; Uhl, Matthias, biên tập (2005). The Hitler Book: The Secret Dossier Prepared for Stalin from the Interrogations of Hitler's Personal Aides. New York: Public Affairs. ISBN 978-1-58648-366-1.
- Erickson, John (1983). The Road to Berlin: Stalin's War with Germany: Volume 2. London: Weidenfeld and Nicolson. ISBN 978-0-297-77238-5.
- Erwin, Wickert (1998). Testimony of Ambassador diplomat there - Embassy of the Federal Republic of Germany during the war. Chuokoron-sha, Inc. ISBN 4120027457.
- Fest, Joachim C. (1974). Hitler: Führer. New York: Harcourt. ISBN 978-0-15-141650-9.
- Fest, Joachim C. (2002). The Last Days of Hitler. Paris: Perrin. ISBN 978-2-262-02080-4.
- Fischer, Thomas (2008). Soldiers of the Leibstandarte. Winnipeg: J.J. Fedorowicz. ISBN 978-0-921991-91-5.
- Goñi, Uki (ngày 27 tháng 12 năm 2009). "Tests on skull fragment cast doubt on Adolf Hitler suicide story". The Guardian. London. Truy cập ngày 1 tháng 6 năm 2019.
- Horrabin, J.F. (1946). Vol. X: May 1944 – August 1945. An Atlas-History of the Second Great War. Edinburgh: Thomas Nelson & Sons. OCLC 464378076.
- Isachenkov, Vladimir (ngày 20 tháng 2 năm 1993). "Russians say they have bones from Hitler's skull". Gadsen Times. Associated Press. Truy cập ngày 11 tháng 6 năm 2019.
- Jean, Lopez (2015). Les Cent derniers Jours d'Hitler. Chronique de l'Apocalypse. Perrin. ISBN 978-2-262-05023-8.
- Joachimsthaler, Anton (1999) [1995]. The Last Days of Hitler: The Legends, The Evidence, The Truth. London: Brockhampton Press. ISBN 978-1-86019-902-8.
- Kershaw, Ian (2001) [2000]. Hitler, 1936–1945: Nemesis. Quyển 2. London: Penguin. ISBN 978-0-14-027239-0.
- Kershaw, Ian (2008). Hitler: A Biography. New York: W. W. Norton & Company. ISBN 978-0-393-06757-6.
- Linge, Heinz (2009). With Hitler to the End. Frontline Books–Skyhorse Publishing. ISBN 978-1-60239-804-7.
- Misch, Rochus (2014) [2008]. Hitler's Last Witness: The Memoirs of Hitler's Bodyguard. London: Frontline Books-Skyhorse Publishing, Inc. ISBN 978-1-848-32749-8.
- O'Donnell, James P. (2001) [1978]. The Bunker. New York: Da Capo Press. ISBN 978-0-306-80958-3.
- Petrova, Ada; Watson, Peter (1995). The Death of Hitler: The Full Story with New Evidence from Secret Russian Archives. W.W. Norton & Company. ISBN 978-0-393-03914-6.
- Senn, David R.; Weems, Richard A. (2013). Manual of Forensic Odontology. Boca Raton: CRC Press. ISBN 978-1-439-85134-0.
- Shirer, William L. (1960). The Rise and Fall of the Third Reich. New York: Simon & Schuster. ISBN 978-0-671-62420-0.
- ————— (2018). Sự trỗi dậy và suy tàn của Đế chế thứ ba – Lịch sử Đức Quốc Xã. Diệp Minh Tâm biên dịch. Sách điện tử. Bách Việt phát hành: NXB Thông tin & Truyền thông.
- Ryan, Cornelius (1966). The Last Battle. New York: Simon và Schuster. OCLC 711509.
- Togo, Shigenori (1956). The Cause of Japan (dịch và sửa bởi Togo Fumihiko và Ben Bruce Blakeney). New York.{{Chú thích sách}}:  Quản lý CS1: địa điểm thiếu nhà xuất bản (liên kết)
- Toland, John (2015). Adolf Hitler – Chân dung một trùm Phát xít. Nguyễn Hiền Thu, Nguyễn Hồng Hải dịch . Nhà xuất bản Khoa học xã hội. OCLC 952190655.
- Trevor-Roper, Hugh (1992) [1947]. The Last Days of Hitler. Chicago: University of Chicago Press. ISBN 978-0-226-81224-3.
- Vinogradov, V. K.; Pogonyi, J.F.; Teptzov, N.V. (2005). Hitler's Death: Russia's Last Great Secret from the Files of the KGB. London: Chaucer Press. ISBN 978-1-904449-13-3.

### Trực tuyến
- Anderson, John (ngày 10 tháng 11 năm 2015). "One Industry That Capitalizes On America's Hitler Fascination". Fortune. Truy cập ngày 19 tháng 6 năm 2019.
- Beschloss, Michael (tháng 12 năm 2002). "Dividing the Spoils". Smithsonian Magazine. Truy cập ngày 5 tháng 6 năm 2019.
- Crandell, William F. (1987). "Eisenhower the Strategist: The Battle of the Bulge and the Censure of Joe McCarthy". Presidential Studies Quarterly. Quyển 17 số 3. tr. 487–501. JSTOR 27550441.
- Halpin, Tony; Boyes, Roger (ngày 9 tháng 12 năm 2009). "Battle of Hitler's skull prompts Russia to reveal all". The Times. Bản gốc lưu trữ ngày 29 tháng 6 năm 2011. Truy cập ngày 1 tháng 6 năm 2019.
- Lusher, Adam (ngày 20 tháng 5 năm 2018). "Adolf Hitler really is dead: scientific study debunks conspiracy theories that he escaped to South America". Independent. Truy cập ngày 25 tháng 6 năm 2019.
- MI5 staff (2011). "Hitler's last days". Her Majesty's Security Service website. Truy cập ngày 1 tháng 6 năm 2019.{{Chú thích web}}:  Quản lý CS1: tên số: danh sách tác giả (liên kết)
- Rosenberg, Steven (ngày 3 tháng 9 năm 2009). "I was in Hitler's suicide bunker". BBC News. Truy cập ngày 1 tháng 6 năm 2019.
- The Guardian (1945). "Hitler dies in the Chancellery". Truy cập ngày 18 tháng 8 năm 2019.
- Tkachenko, Maxim (ngày 11 tháng 12 năm 2009). "Official: KGB chief ordered Hitler's remains destroyed". CNN.
- Walter Ludde-Neurath (ngày 14 tháng 6 năm 2010). "Unconditional Surrender: the Memoir of the Last Days of the Third Reich and the Donitz, tr. 135" (bằng tiếng Anh). Frontline Books. Truy cập ngày 19 tháng 8 năm 2019.
- Wayback Machine (ngày 10 tháng 4 năm 2011). "FBI — Adolf Hitler". Internet Archive. Bản gốc lưu trữ ngày 10 tháng 4 năm 2011. Truy cập ngày 8 tháng 6 năm 2019.{{Chú thích web}}:  Quản lý CS1: bot: trạng thái URL ban đầu không rõ (liên kết)